# Araklıspor Kulübü
L'Araklispor è una società calcistica con sede ad Araklı, nella provincia di Trebisonda in Turchia.
Fondato nel 1961, il club milita nella Bölgesel Amatör Lig.
Il club gioca le gare casalinghe all'Araklı İlçe Stadium, che ha una capacità di 1363 posti a sedere.

## Statistiche
- TFF 2. Lig: 2007-2008
- TFF 3. Lig: 2003-2007, 2008-2009, 2009-2010, 2010-2011, 2011-2012
- Bölgesel Amatör Lig: 2012-2013
- Amatör Futbol Ligleri: 2003-

## Palmarès
- TFF 3. Lig: 1

2006-2007